# 罗贵波
罗贵波（1907年7月14日—1995年11月2日），曾用名李文华、罗心夷，男，江西南康人，中华人民共和国政治人物。

## 生平
罗贵波是江西南康县潭口镇人。1927年加入中国共产党，次年组织领导潭口镇农民暴动。后任中共赣县县委书记、赣县游击队队长兼政委。1930年，任赣南红军第二十八纵队政委，同年改任红三十五军军长、政委。次年，任红一方面军独立三师政委。1934年，参加长征，任中央红军干部团三营政委等。中日战争爆发后，任八路军120师政治部民运部部长。1938年，任晋西北区党委副书记、第120师359旅政委，参与领导创建晋西北抗日根据地。1940年，率部参加百团大战，任晋绥边区南线指挥。1945年，出席中国共产党第七次全国代表大会。1948年，任晋中区党委书记，晋中军区司令员兼政委。率部参加汾孝战役、临汾战役、晋中战役、太原战役等。1949年，担任太原警备司令员。
中华人民共和国成立后，任中央人民革命军事委员会办公厅主任。1950年，赴越南，并先后任中共中央联络代表、中国驻越南民主共和国顾问团团长、首任大使。1958年，任中华人民共和国外交部副部长、党委副书记。1978年，任中共山西省委第二书记、山西省长。之后担任中央顾问委员会委员，1995年11月2日去世。
罗贵波是中共七大、八大、十二大、十三大代表、十四大特邀代表，第八届中央委员会候补委员、中央委员，第六届全国人大代表。